# Tracció bovina

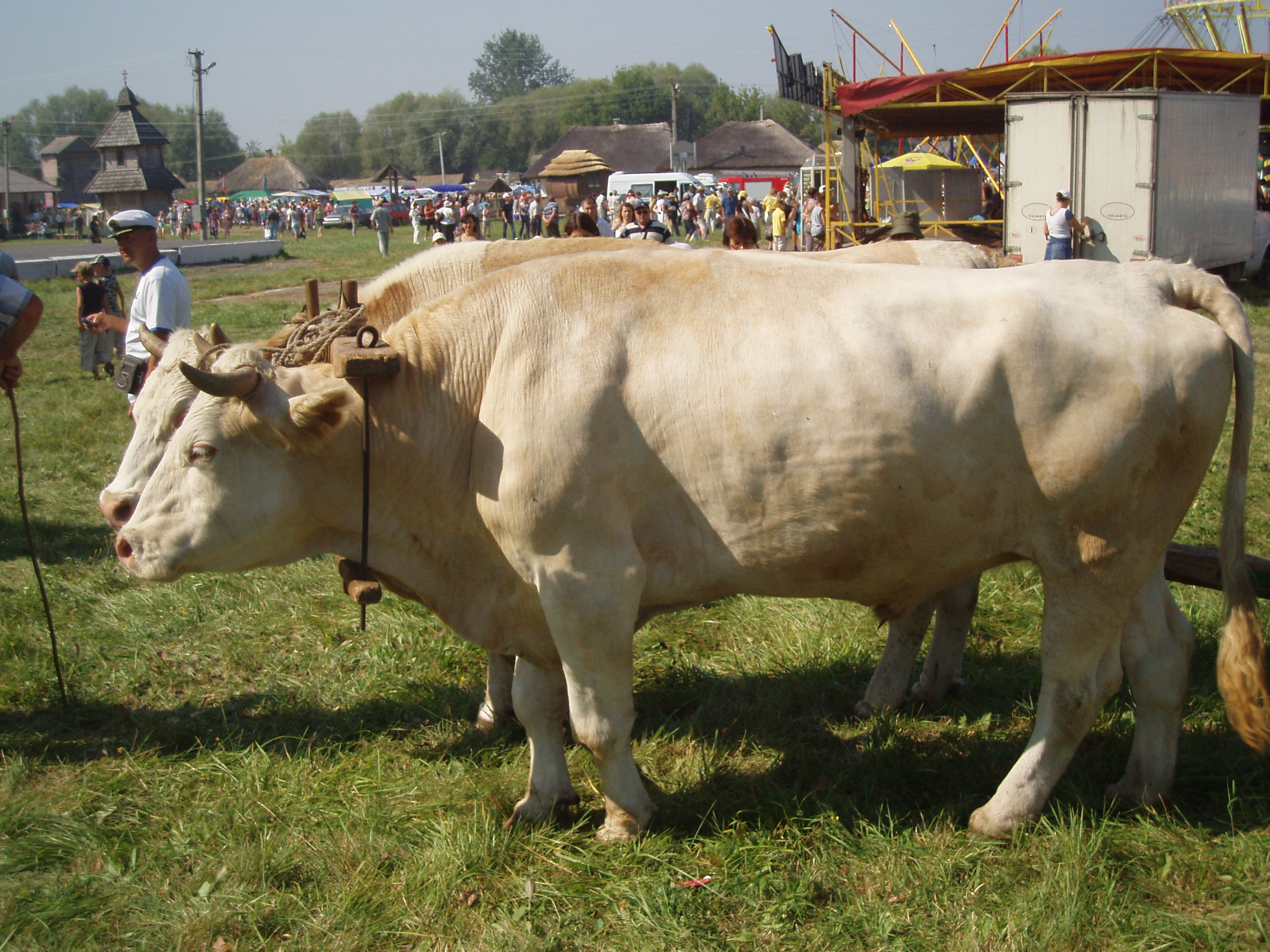
Un parell de bous de tir

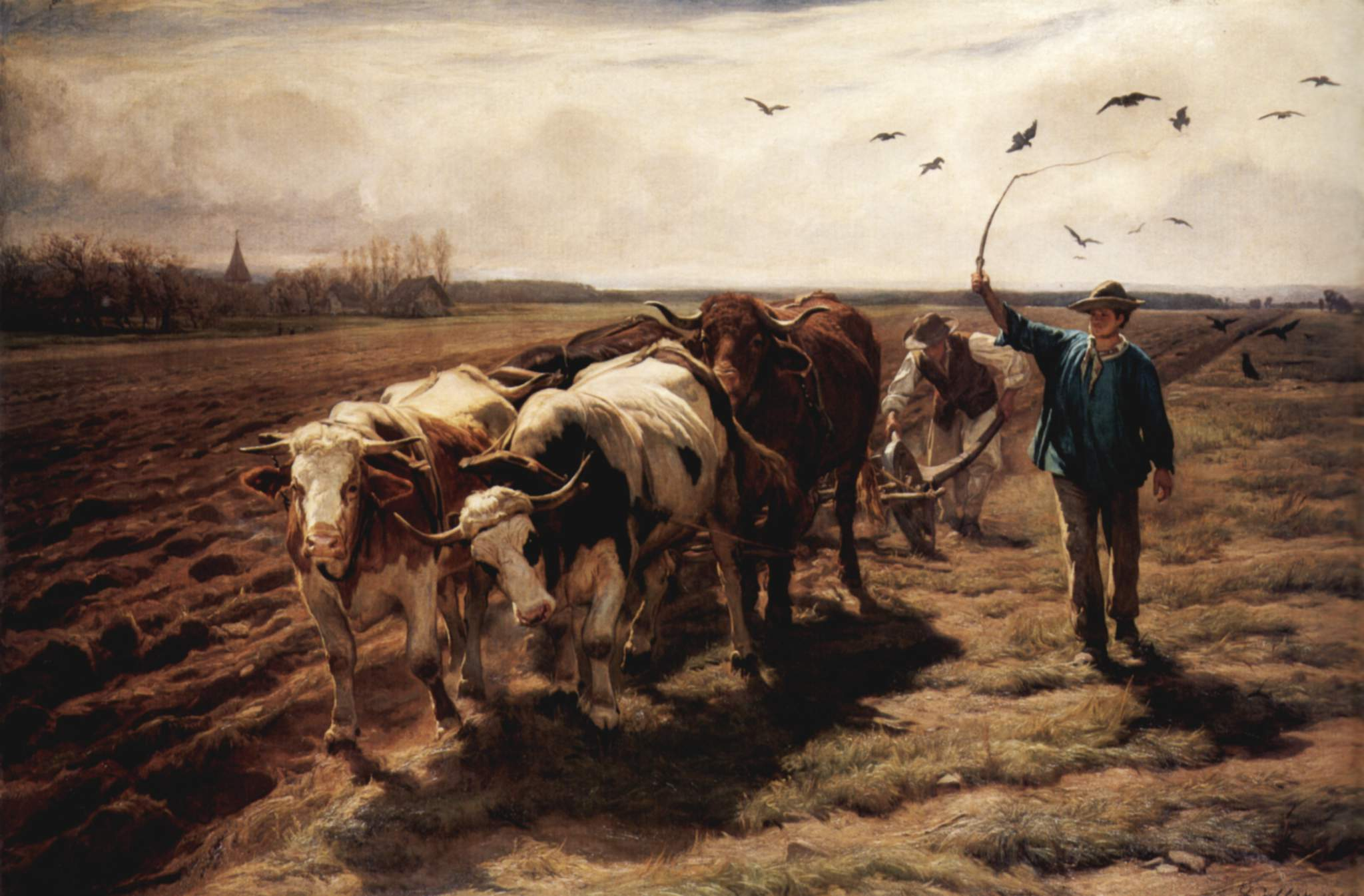
Quatre homes arant amb un jou de creu, de Rudolf Koller (1868

La tracció de bous o tracció bovina, és la que es fa amb aquesta raça, emprant especialment els bous com a animals de tir. De fet, són dòcils, desenvolupen una bona força de treball i són resistents a l'esforç.

## Història
S'estima que l'home va començar a aprofitar bous a parcel·les o vehicles de rodes durant la IV e mil·lenni AD. Aquestes tècniques, inventades a l'antiga creixent fèrtil o a Ucraïna, van experimentar posteriorment un desenvolupament mundial. Així, els bous s’utilitzaven per tirar dels carros o treballar el sòl en una gran part d'Europa, però també a Egipte i Àsia. Aquesta pràctica encara es va estendre a Europa fins al segle xix, el bou continuà sent l'animal principal de tracció, fins i tot quan ja s'havia desenvolupat l'ús del cavall Als països industrialitzats, la mecanització va seguir els passos de la tracció animal, però encara s’utilitza en algunes petites granges de França (es confirmen uns 180 parells de bous, per a diferents usos, inclosa l’agricultura).

## Descripció

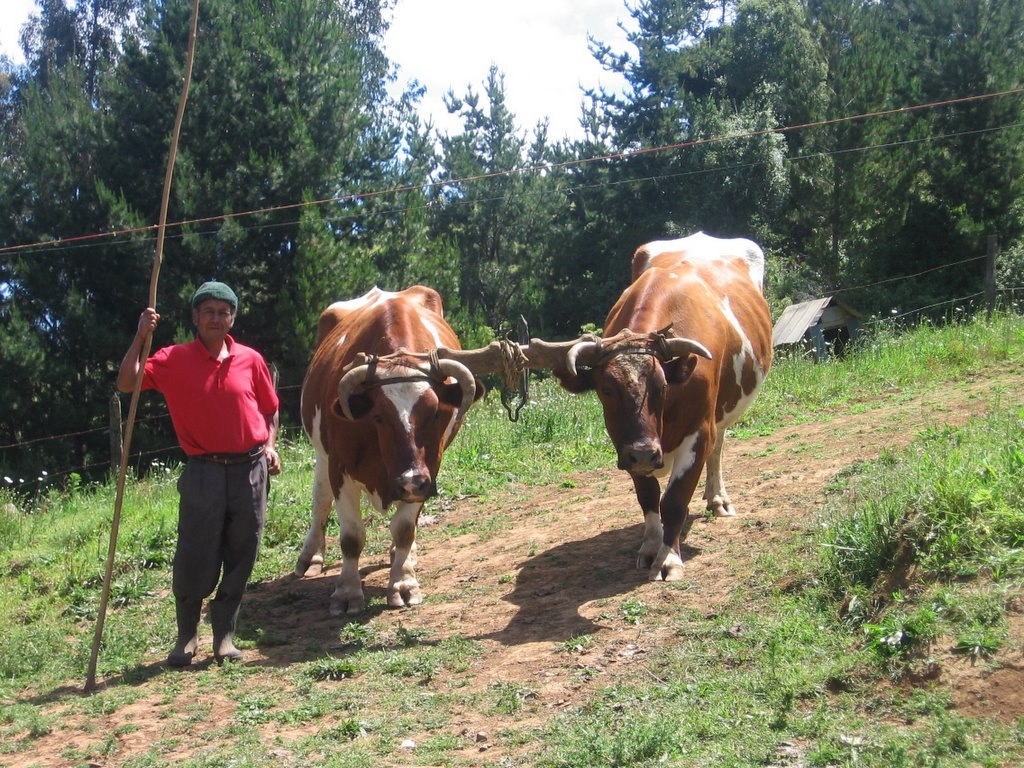
Dos bous lligats amb un jou de banyes

Els bous a la feina s'utilitzen majoritàriament en parelles, els animals estan units per un equip que els permet avançar en la mateixa fila i, per tant, de manera síncrona. Hi ha diverses maneres de fer-ho. El sistema més antic conegut és l'anomenat jou de banyes, o simplement jou, l’ús del qual es remunta a l'antic Egipte: es col·loca una barra de fusta entre les banyes de dos bòvids. L'altre sistema que el va substituir és el jou de creu que s'adapta al coll dels animals

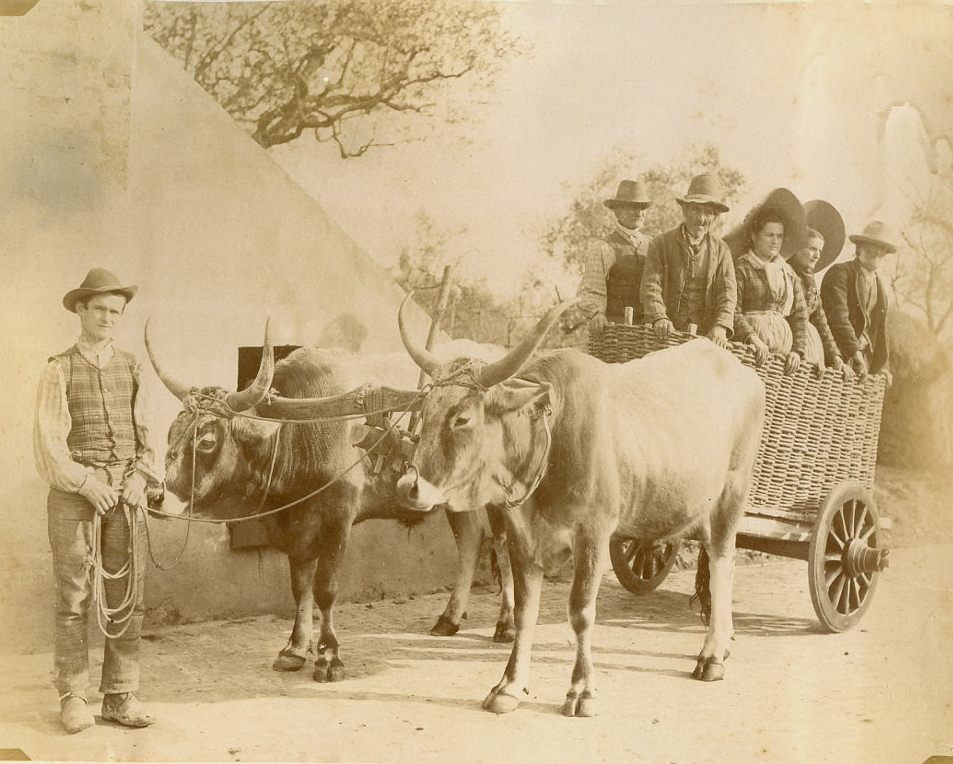
Acoblament, cap al 1890
Foto Paolo Lombardi

Les parelles de bous encara s’utilitzen àmpliament en alguns països africans i del sud d'Àsia, especialment a l’Índia. La tracció bovina es manté en una gran part de l’Àfrica subsahariana, on substitueix al treball manual. Així, el bestiar s’utilitza per al transport en zones àrides i per a la preparació bàsica del terreny en zones semiàrides. La tracció bovina també està fortament establerta a les zones subhumides en els cultius anuals com el cotó, la mandioca, l'arròs i el blat de moro, però també és present a zones més muntanyenques, com a les muntanyes etíops, on té mil anys d'història.

## Galeria

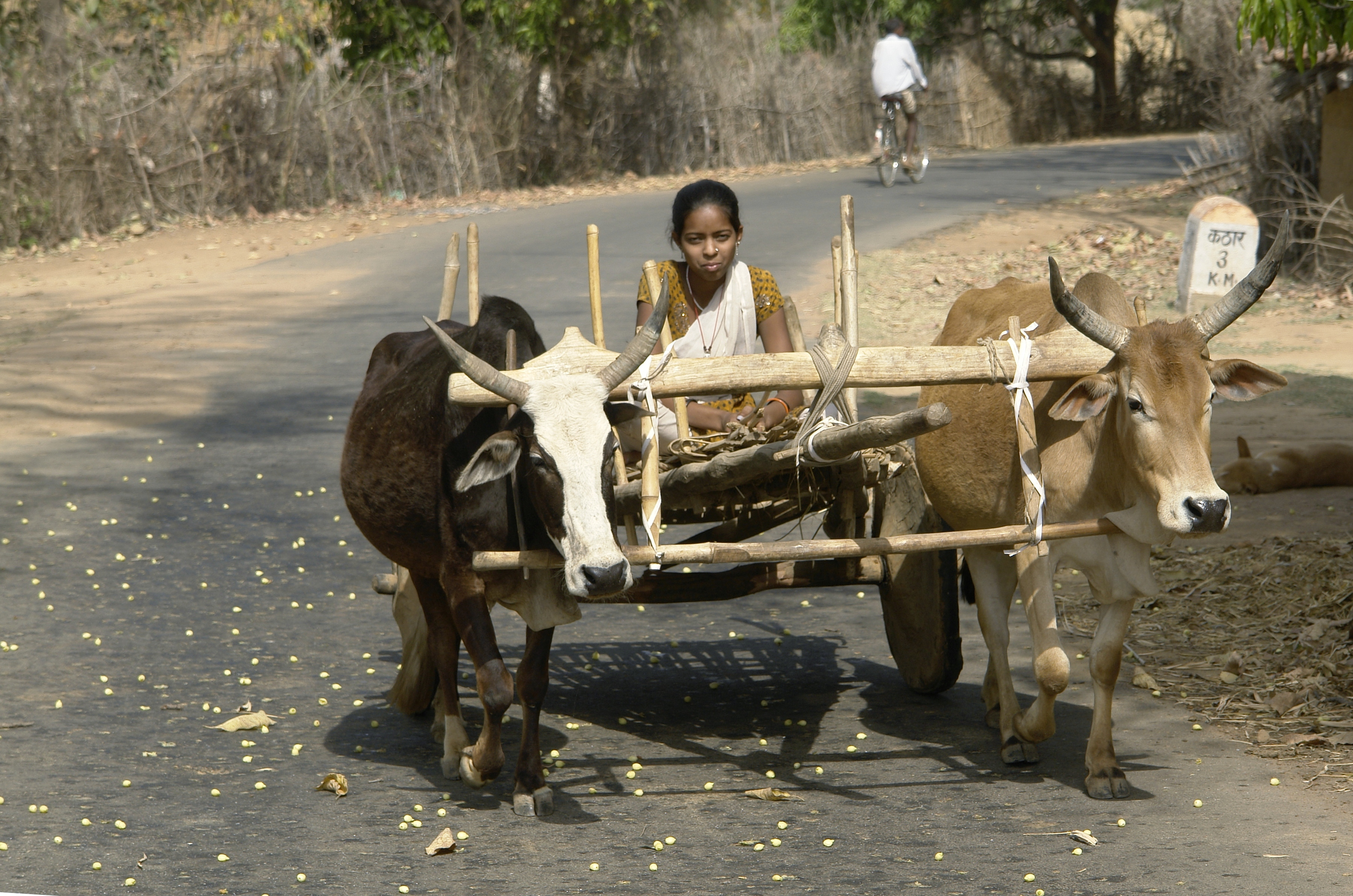
Jou en un carro de bous, Índia
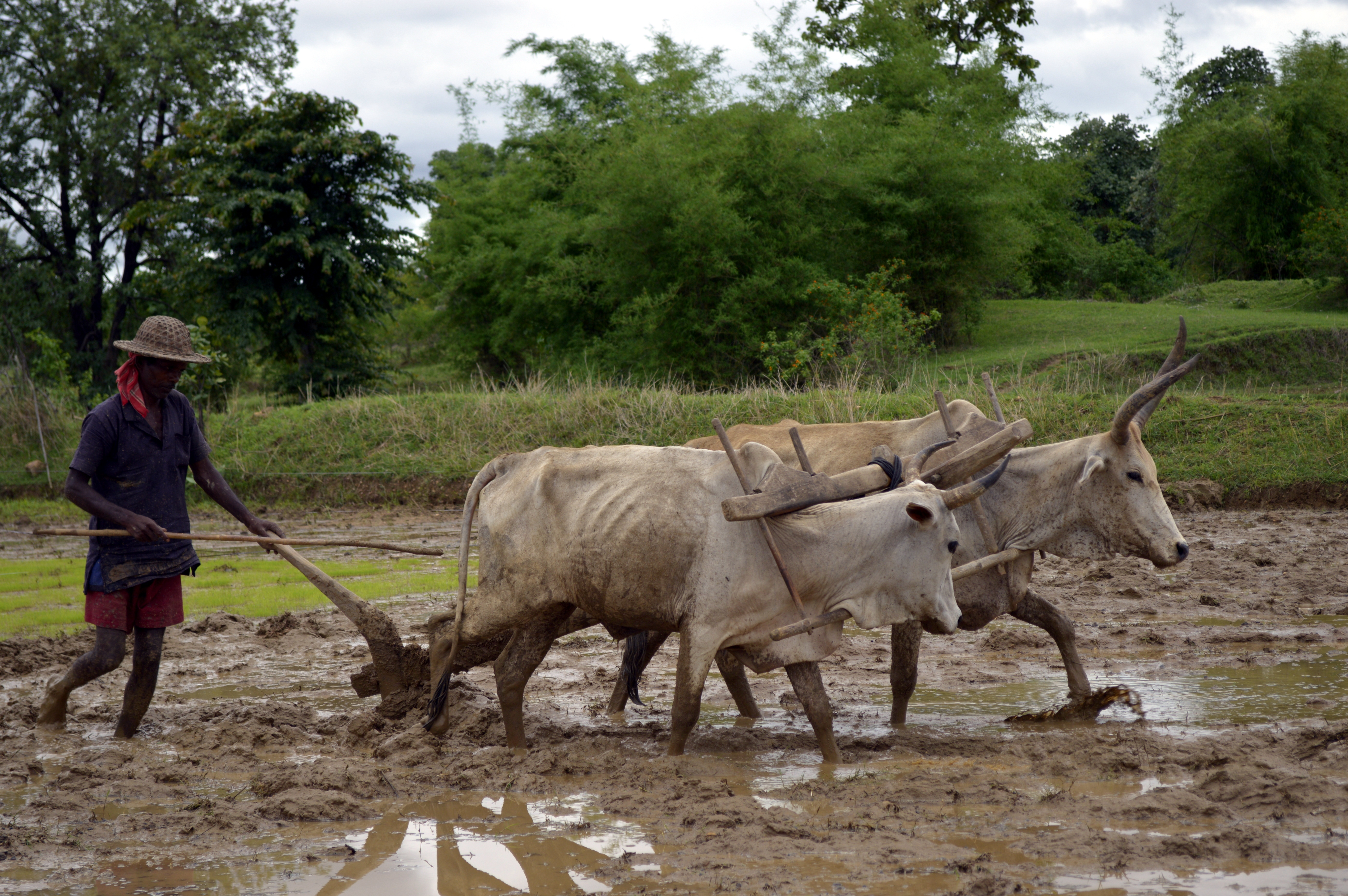
Jou als bous per llaurar un arrossar, Índia
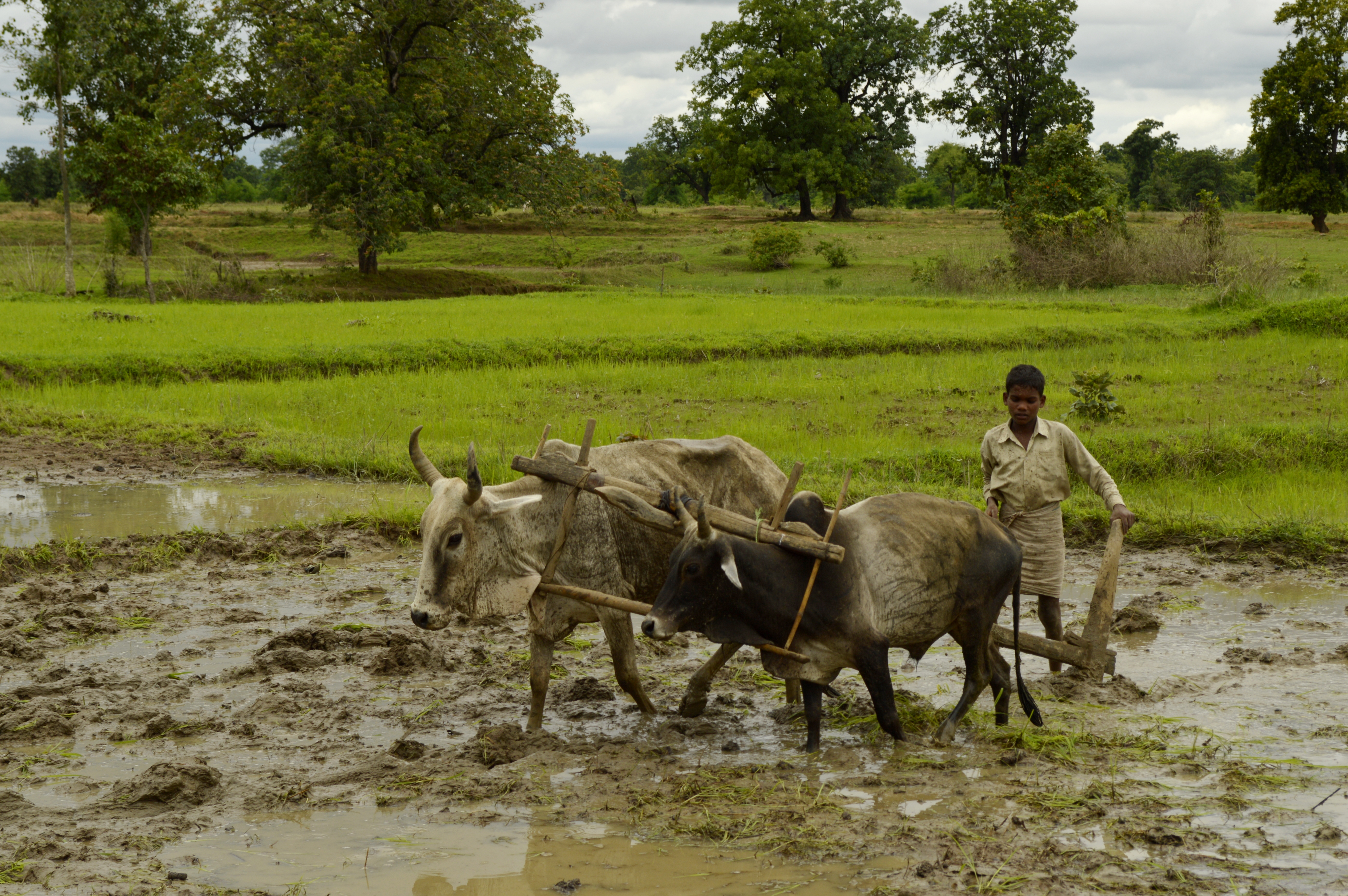
Jou als bous per llaurar un arrossar, Índia